# Jolana Voldánová
Jolana Voldánová (* 12. ledna 1969 Pardubice) je česká rozhlasová a televizní moderátorka.

## Životopis
Vystudovala pardubické gymnázium. Chtěla se věnovat herectví, ale neuspěla u zkoušek na DAMU. Od prosince 1989 pracovala v Československém rozhlase, od února 1993 pracovala v České televizi, kde moderovala hlavní zpravodajskou relaci na ČT1. Dne 16. 6. 2013 po Událostech České televize oznámila odchod z moderování tohoto pořadu. Od května 2012 na Českém rozhlasu Pardubice uvádí vlastní talk show Rande s Jolanou, kam si zve zajímavé osobnosti, které mají vztah k Pardubickému kraji. Nevyloučila však, že se v budoucnu objeví v jiném pořadu ČT. Od roku 2014 je Jolana Voldánová moderátorkou pořadu Je jaká je na Českém rozhlasu Dvojka. Pro server Aktuálně.cz točí od roku 2016 pořad Kafe s Jolanou, ve kterém si nad kávou povídá se známými osobnostmi. Výběr rozhovorů vyšel v roce 2018 i v knižní podobě v nakladatelství Grada. V roce 2021 byla oficiální mluvčí projektu Sčítání lidu 2021.
Od června 2023 je ředitelkou Nadace Charty 77.
Ve filmu Santiniho jazyk hrála hlasatelku a v seriálu Vyprávěj si v dílu Butik zahrála sama sebe.

### Soukromý život
Je vdaná za podnikatele Petra Císařovského, má tři děti. Žije v obci Nepřevázka u Mladé Boleslavi.

## Ocenění
V letech 1998, 2005, 2006 a 2010 se umístila na prvním místě v anketě TýTý v kategorii Osobnost televizního zpravodajství.